# Kurash na Igrzyskach Azjatyckich 2018
Kurash na Igrzyskach Azjatyckich 2018 – jedna z dyscyplin rozgrywana podczas igrzysk azjatyckich w Dżakarcie i Palembangu. Zawody odbyły w dniach 28 – 30 sierpnia w Jakarta Convention Center w stolicy Indonezji. Do rywalizacji w siedmiu konkurencjach przystąpiło 186 zawodników z 24 państw.

## Uczestnicy
W zawodach wzięło udział 186 zawodników z 24 państw.
| Reprezentacja    | Liczba zawodników |
| ---------------- | ----------------- |
| Afganistan       | 10                |
| Chińskie Tajpej  | 11                |
| Filipiny         | 8                 |
| Indie            | 14                |
| Indonezja        | 14                |
| Irak             | 3                 |
| Iran             | 12                |
| Japonia          | 2                 |
| Jemen            | 4                 |
| Kazachstan       | 14                |
| Kirgistan        | 8                 |
| Korea Południowa | 2                 |
| Kuwejt           | 3                 |
| Liban            | 5                 |
| Mongolia         | 15                |
| Nepal            | 2                 |
| Pakistan         | 5                 |
| Palestyna        | 1                 |
| Syria            | 2                 |
| Tadżykistan      | 8                 |
| Tajlandia        | 5                 |
| Turkmenistan     | 14                |
| Uzbekistan       | 15                |
| Wietnam          | 9                 |
| 24 reprezentacji | 186               |

## Medaliści
| Konkurencja | Złoto                  | Srebro                  | Brąz                       |           |
| Mężczyźni   | Mężczyźni              | Mężczyźni               | Mężczyźni                  | Mężczyźni |
| ----------- | ---------------------- | ----------------------- | -------------------------- | --------- |
| –66 kg      | Maruf Gaybulloev       | Ruslan Buriev           | Chan Hao-cheng             | [ 3 ]     |
| –66 kg      | Maruf Gaybulloev       | Ruslan Buriev           | Ghanbarali Ghanbari        | [ 3 ]     |
| –81 kg      | Elyas Ali Akbari       | Behruzi Chojazoda       | Omid Taztak                | [ 4 ]     |
| –81 kg      | Elyas Ali Akbari       | Behruzi Chojazoda       | Sarvar Shomurodov          | [ 4 ]     |
| –90 kg      | Shermukhammad Jandreev | Yakhyo Imamov           | Jersułtan Muzapparow       | [ 5 ]     |
| –90 kg      | Shermukhammad Jandreev | Yakhyo Imamov           | Husein Misri               | [ 5 ]     |
| +90 kg      | Mukhsin Khisomiddinov  | Jafar Pahlevanijaghargh | Mansour Sarwari            | [ 6 ]     |
| +90 kg      | Mukhsin Khisomiddinov  | Jafar Pahlevanijaghargh | Nurbek Turaev              | [ 6 ]     |
| Kobiety     |                        |                         |                            |           |
| –52 kg      | Gulnor Sulaymanova     | Pincky Balhara          | Malaprabha Yallappa Jadhav | [ 7 ]     |
| –52 kg      | Gulnor Sulaymanova     | Pincky Balhara          | Oysuluv Abdumajidova       | [ 7 ]     |
| –63 kg      | Dildor Shermetova      | Bajarbat Baasandżargal  | Khasani Najmu Shifa        | [ 8 ]     |
| –63 kg      | Dildor Shermetova      | Bajarbat Baasandżargal  | Mukhlisa Abdumalikova      | [ 8 ]     |
| –78 kg      | Kumush Yuldashova      | Otgon Munchceceg        | Yang Hsien-tzu             | [ 9 ]     |
| –78 kg      | Kumush Yuldashova      | Otgon Munchceceg        | Nguyễn Thị Lan             | [ 9 ]     |

## Tabela medalowa
| Pozycja | Reprezentacja   | Złoto | Srebro | Brąz | Razem |
| ------- | --------------- | ----- | ------ | ---- | ----- |
| 1.      | Uzbekistan      | 6     | 2      | 4    | 12    |
| 2.      | Iran            | 1     | 1      | 2    | 4     |
| 3.      | Mongolia        | 0     | 2      | 0    | 2     |
| 4.      | Indie           | 0     | 1      | 1    | 2     |
| 5.      | Tadżykistan     | 0     | 1      | 0    | 1     |
| 6.      | Chińskie Tajpej | 0     | 0      | 2    | 2     |
| 7.      | Afganistan      | 0     | 0      | 1    | 1     |
| 7.      | Indonezja       | 0     | 0      | 1    | 1     |
| 7.      | Kazachstan      | 0     | 0      | 1    | 1     |
| 7.      | Kuwejt          | 0     | 0      | 1    | 1     |
| 7.      | Wietnam         | 0     | 0      | 1    | 1     |
| Razem   | Razem           | 7     | 7      | 14   | 28    |